# Orlando Kids
Orlando Kids je Slovensko-Hrvaški TV program z risankami za otroke. Med otroci je postal priljubljen takoj ob začetku predvajanja (2010).

## Vse risanke na tem programu
- Oggy in ščurki,
- Atomska Betty,
- Pošasti in pirati,
- Angelski prijatelji,
- Casper in strašljiva šola,
- Bugged,
- Hopla,
- Supervprašaj,
- Ritem džungle,
- Gazoon,
- Ekipa za pet,
- Grimmove pravljice,
- Wolverine,
- Popeye,
- Kraj zločina,
- Originalos,
- Iron man,
- Bacek Jon,
- Mala Lulu,
- Maček Felix,
- Sladke ovčice,
- Hello Kitty,
- OK nočni program.